# Teodoro Bronzini
Teodoro Bronzini (Buenos Aires, 10 de octubre de 1888-Mar del Plata, 20 de agosto de 1981) fue un político argentino, miembro del partido Socialista,  uno de los intendentes más reconocidos en la historia de la ciudad de Mar del Plata, donde su actividad, tanto pública como privada, se extendió por más de 60 años. 

## Los orígenes
Nació el 10 de octubre de 1888 en Buenos Aires, en el barrio de La Boca. Era hijo de inmigrantes italianos, originarios de Porto Recanati, población sobre el mar Adriático que es el puerto natural de la antigua e importante ciudad de Recanati, en la región de las Marcas. Su padre Juan Bronzini, piloto de barcos de ultramar, se dedicó en la Argentina a la pesca profesional, primero en el Río de la Plata desde Buenos Aires y luego en Mar del Plata desde su radicación en esta ciudad desde 1892. Su madre fue Luisa Giorgetti. 
Completó sus estudios primarios para luego obtener el título de tenedor de libros, a partir de lo cual trabajó llevando contabilidades a comerciantes. También dictó clases de contabilidad y matemáticas, alternadas con actividades de imprenta, y a partir de 1937 se dedicó a la promoción de seguros, tarea que realizó hasta los últimos años de su vida.Integrado por históricos dirigentes socialistas como Enrique Dickman, Esteban Rey,  Jorge Abelardo Ramos, Juan Unamuno, Carlos María Bravo, José Oriente Cavalieri, Jorge Eneas Spilimbergo, adheriria posteriormente al peronismo aunque sin formar parte de aquí el movimiento

## Afiliación al partido Socialista
Bronzini se afilia al partido Socialista en abril de 1915 y el 7 de diciembre de ese año funda el semanario El Trabajo, del cual es su primer director, y que a partir de 1920 se transforma en diario hasta su desaparición en 1974. Durante toda su trayectoria política Bronzini tuvo a su cargo una columna editorial.
En 1917 accedió por primera vez al Concejo Deliberante en representación del partido Socialista, siendo reelecto para el periodo 1918/19, siendo el primer intendente socialista en una ciudad que, como Mar del Plata, se había caracterizado por ser un reducto reservado a la clase alta veraneante y a sus representantes vernáculos. Se constituyó así en uno de los primeros intendentes socialistas del continente americano.
Ese primer período de 1920/21 fue interrumpido por una arbitraria intervención del gobierno provincial, que sin embargo debió reintegrar la comuna a su legítimo intendente por fallo judicial. En el período 1922/23 fue concejal, en tanto el cargo de intendente era ocupado por el también socialista Rufino Inda. Volvió a la intendencia en el período 1924/25, tornó a ser concejal en 1926/27 y otra vez fue elegido intendente para el período 1928/29. También este período fue interrumpido por otra arbitraria intervención en septiembre de 1929, a sólo 60 días de la elección municipal, con la intención de impedir una nueva victoria socialista.
Asimismo, fue diputado provincial por los períodos 1921/22, 1925-28 y 1930 hasta el golpe militar del 6 de septiembre de Félix Uriburu. Cabe señalar que la doble representación legislativa y municipal tenía por objeto utilizar los fueros legislativos como protección a la autonomía municipal.

## La época del fraude
Luego del gobierno militar del General Uriburu, recuperada en teoría la vigencia de la soberanía popular, ésta fue totalmente avasallada en varias provincias, especialmente en la de Buenos Aires, donde el fraude electoral alcanzó niveles escandalosos. Esta época es conocida en la Argentina como la década infame. En el caso de Mar del Plata, a pesar del fraude hubo representación socialista en el Concejo Deliberante. Por esos años alcanzó gran resonancia la defensa de la Cooperativa de Electricidad y la denuncia del escandaloso contrato con la Compañía Argentina de Electricidad (CADE).
A partir de entonces, en todas las elecciones de esa época el fraude se realizaba en Mar del Plata apenas abiertos los comicios, mediante el llamado "vuelco de padrones", procedimiento por el cual se impidió el ingreso de concejales socialistas.
Bronzini fue diputado provincial en el período 1933-36; se destacó por una rigurosa tarea opositora a los vicios y abusos del gobierno conservador. En 1934 fue convencional para la Reforma de la Constitución provincial. 
Caído el régimen conservador con el Revolución del 43 del 4 de junio de 1943, y luego de que el gobierno llamara a elecciones, Bronzini volvió a la Legislatura en los períodos 1948-51 y 1952 hasta septiembre de 1955 cuando el Congreso Nacional fue clausurado por la dictadura de la Revolución Libertadora (Argentina) del 16 de septiembre de 1955, que derrocó al presidente Perón.

## Últimos años
En 1958 fue elegido nuevamente intendente de Mar del Plata, esta vez por 4 años. En 1962, al anular el presidente radical Frondizi los resultados de las elecciones legislativas de marzo de ese año, el gobierno provincial resultante prorroga los mandatos de numerosos intendentes, entre ellos Bronzini, quien así continua en el cargo hasta abril de 1963. 
Renovadas las autoridades constitucionales en octubre de 1963, Bronzini es elegido senador provincial, mandato que ejerce hasta el golpe militar del 28 de julio de 1966, que provocó la caída del gobierno del presidente Arturo Illia. Durante este mandato, que significó el último cargo público ejercido por el político marplatense, Bronzini tuvo un destacado papel en la reforma de la Carta Orgánica del Banco de la Provincia. 
Falleció el 20 de agosto de 1981 en Mar del Plata.